# Nezávislé čínské centrum PEN klubu

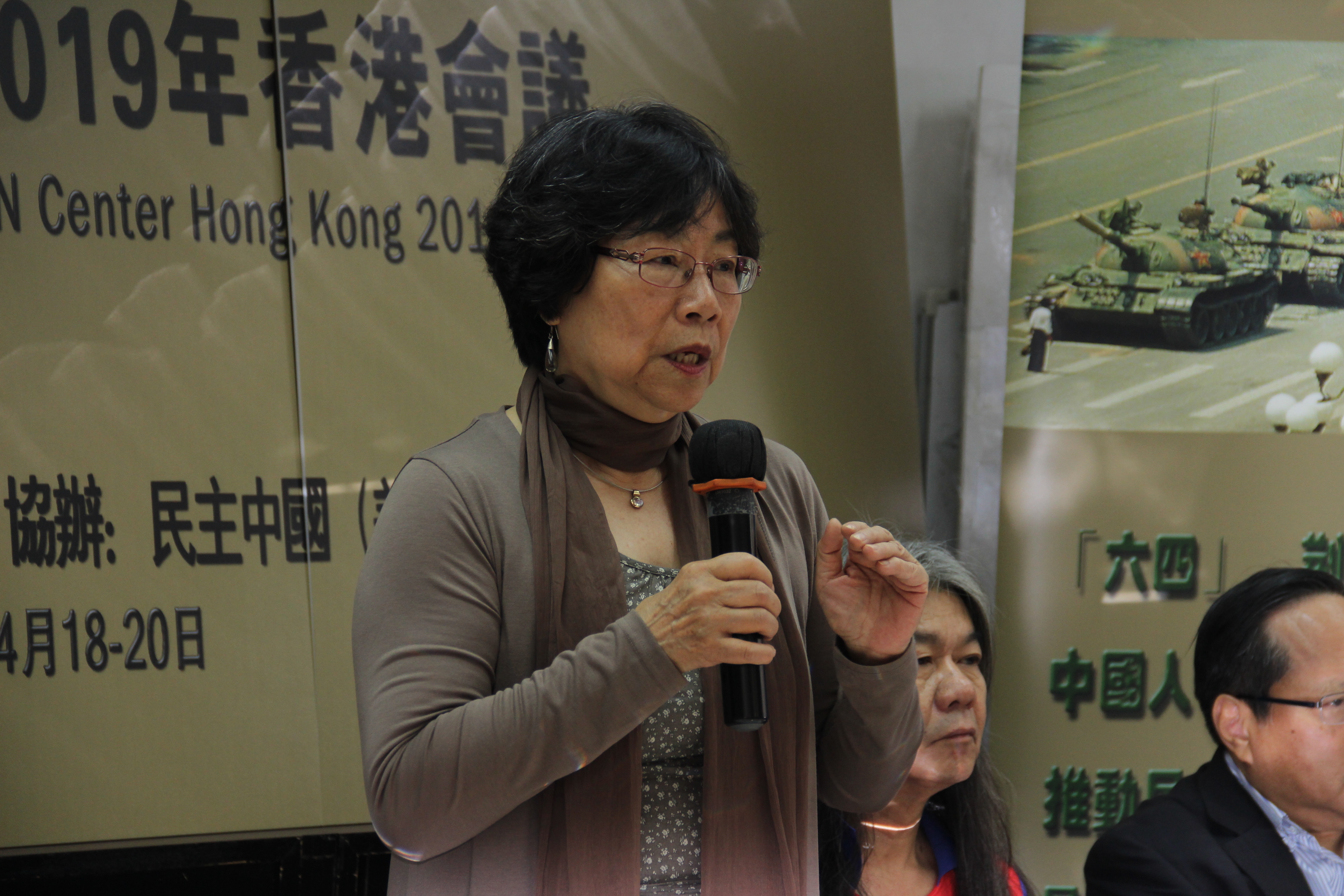
Čínská konference PEN, výroční zasedání, prezidentka Liao Tchien-čchi během úvodního projevu

Nezávislé čínské centrum PEN klubu (čínsky 独立中文笔会, anglicky Independent Chinese PEN Center, zkratka ICPC) je čínská nevládní, nezisková a nestranická organizace, spojující ty, kteří píší, editují, překládají či zkoumají čínskou literaturu. Věnuje se také svobodě projevu spisovatelů, novinářů, překladatelů, vědců a vydavatelů z celého světa. Nezávislé čínské centrum je součástí celosvětové sítě PEN klubů.

## Historie
První pokusy o nezávislou literaturu můžeme vysledovat již v padesátých letech 20. století, v hnutí Pekingská zeď demokracie z roku 1979 a v protestech na náměstí Nebeského klidu v roce 1989. Nezávislé čínské centrum PEN klubu bylo však založeno až v červenci 2001 jako PEN Association of Chinese Independent Writers. V říjnu téhož roku bylo na 67. mezinárodním kongresu PEN v Londýně přijato vysokým počtem hlasů. Zakládajícími členy byli Bei Ling a Jü Chao-čcheng (zemřel), Liou Siao-po (zemřel), Liou Sia (básnířka a manželka Liou Siao-poa), Meng Lang (zemřel), Cchaj Čchu, Wan Č', I-pching a 31 známých čínských spisovatelů žijících v Číně, ale i v zahraničí. Prvním prezidentem se pak stal Čeng I.
V roce 2010 získal Liou Siao-po, prezident ICPC mezi lety 2003 až 2007, Nobelovu cenu za mír. V říjnu 2009 byl zvolen čestným prezidentem.

## Organizace
Nejvyšším orgánem ICPC je valná hromada, pořádaná každé dva roky přes internet. Poslední valná hromada proběhla roku 2020. Ta formuluje nebo upravuje stanovy a volí Radu ICPC. Rada se skládá z devíti radních a dvou náhradníků. Rada si volí prezidenta a viceprezidenty.

### Seznam prezidentů Nezávislého čínského centra PEN
1. Liu Binyan (2001 – 2003) – dočasný předseda
2. Liou Siao-po (21. listopadu 2003 – 16. listopadu 2007)[3][4]
3. Čeng I (16. listopadu 2007 – 11. října 2009)[5]
4. Liao Tchien-čchi (11. října 2009 – 10. listopadu 2013)[6][7]
5. Pej Ling (10. listopadu 2013 – 14. února 2016)[8]
6. Liao Tchien-čchi (14. února 2016 – 17. května 2020)[9]
7. Pchej I-žan (od 17. května 2020)[10][11]

### Čestní členové Nezávislého čínského centra PEN
Podle článku 37 odst. 2 stanov ICPC může valná hromada jmenovat čestným členem ICPC i lidi mimo Čínu, kteří se zasloužili o lidská práva a práva spisovatelů. Jediným Čechem, který takového ocenění dosáhl, je dramatik a bývalý prezident ČR Václav Havel.
Dalšími čestnými členy je třeba polský spisovatel Czesław Miłosz, Američanka Susan Sontag, Ir Seamus Heaney, Jihoafričanka Nadine'Gordimer, Němec Günter Grass, Nigerijec Wole Soyinka nebo Brit Sir Ahmed Salman Rushdie.

## Činnost
ICPC se snaží pomáhat politickým vězňům z řad spisovatelů a upozorňovat na jejich případy okolní svět. Současně však upozorňuje i na další problémy ČLR (včetně věznění Ujgurů, okupace Tibetu nebo omezování demokracie v Hongkongu). Udržuje také zájem o čínskou nezávislou literaturu a propaguje její autory.